# كارل إدغار مايرز
كارل إدغار مايرز (بالإنجليزية: Carl Edgar Myers)‏ هو مخترِع أمريكي، ولد في 2 مارس 1842، وتوفي في 30 نوفمبر 1925.